# Myiopharus otiosa
Myiopharus otiosa là một loài ruồi trong họ Tachinidae.